# І цілого світу замало (фільм)
«І цілого світу замало» (англ. The World Is Not Enough) — 19-й фільм про англійського суперагента Джеймса Бонда. Екранізація однойменної новели Яна Флемінга.

## Сюжет
Терористи викрали дочку Роберта Кінга — англійського бізнесмена, що будував нафтопровід з Азербайджану через Грузію і Туреччину в обхід Росії. Бандити оцінюють життя дівчини в 5 мільйонів доларів. Її батько звертається за допомогою до англійської спецслужби МІ-6, до своєї хорошої подруги M, і вона радить відмовитися від викупу, який Кінг вже заплатив за свою дочку, Електру Кінг. М відправляє агента 007 Джеймса Бонда на чергове завдання — зустрітися в Більбао з банкіром, через якого хтось погодився повернути Роберту Кінгу гроші, які той вже заплатив за вкрадений звіт з російського Міністерства Оборони про терористів, які хочуть підірвати його нафтопровід. Цей звіт був вкрадений у агента МІ-6, якого через це убили. Бонд вимагає від банкіра назвати ім'я того, але той відмовляється. Почавши діяти силою, Бонд з пістолетом біля голови вимагає у банкіра назвати ім'я, той погоджується це зробити в обмін на захист, але його тут же вбивають кидком ножа в спину. Бонд не встигає його наздогнати, а в цей час один з охоронців хоче затримати або убити Бонда, але того розстрілює якийсь снайпер через вікно. Бонд тікає від іспанської поліції.
Джеймс Бонд доставляє гроші в штаб-квартиру МІ-6 в Лондоні, де їх забирає Роберт Кінг. Обговорюючи з M, чому ж йому дали так спокійно піти з грошима, Бонд виявляє на руці дивну хімічну реакцію при контакті з водою. Бонд біжить в сховище, щоб попередити Кінга, але спізнюється. Речовина, якою були просочені гроші викликає щонайпотужніший вибух, Кінг гине на місці, а в стіні будівлі утворюється величезна дірка. Виглянувши в неї, Бонд бачить на річці снайперку в човні. Хапаючи катер Q, Бонд кидається в погоню. Зрештою терористка підриває себе на повітряній кулі, а Бонд, впавши з величезної висоти, ламає ключицю.
Бонда усувають від справи через травму, але завдяки хорошим любовним зв'язкам з лікарем, йому все-таки вдається отримати дозвіл. Аналізуючи дані, Бонд помічає, що сума, яку йому передав банкір точно дорівнює сумі викупу, яку вимагали терористи за Електру Кінг. Значить, до цієї справи причетний той самий терорист, Ренард, який викрадав дочку Кінга. У шотландському відділенні МІ-6 фахівці розповідають, що Ренард був поранений одним з агентів МІ-6 у голову з пістолета. Ця рана смертельна, але Ренард помре тільки через декілька тижнів, а донині у нього відключатимуться нерви і відчуття і він буде все сильніший. Там же, в Шотландії, Q говорить Бонду, що йде у відставку, і показує свого наступника, якого Бонд жартома назвав наступною буквою алфавіту, — R. Той дає Бонду куртку-намет і модифікований BMW Z8, які в майбутньому нададуть допомогу Бонду. Джеймс вирушає до Азербайджану, де знайомиться і зближується з Електрою Кінг. Вони разом катаються на гірських лижах, де на них нападають терористи, але Бонд відбивається. Він проводить розслідування, під час якого розуміє, що Електра Кінг насправді у змові з Ренардом, якого полюбила за час свого перебування в полоні. Ренард викрадає плутонієву бомбу, і Бонд звертається за допомогою до ученого-атомника, доктора Крістмас Джонс, жінки. Вони розгадують плани Електри: підірвати однією половиною бомби свій нафтопровід, що перейшов їй у спадок, а другою — протоку в Стамбулі, щоб нафту могли перегонити тільки по її трубопроводу. Бонду і Джонс допомагає російський мафіозі Валентин Жуковській. Він врятовує Джеймсу життя, але його самого вбиває Електра, яка до того моменту узяла в полон М. Бонд звільняє М, вбиває Електру Кінг і Ренарда, а сам залишається живий.

## У ролях
- Пірс Броснан — Джеймс Бонд
- Софі Марсо — Електра Кінг
- Деніс Річардс — Доктор Крістмас Джонс
- Роберт Карлайл — Ренард
- Джуді Денч — M
- Десмонд Ллевелін — Q
- Джон Кліз — R
- Саманта Бонд — міс Маніпенні
- Роббі Колтрейн — Валентин Жуковській
- Марія Грація Кучінотта — Гіульєтта да Вінчі
- Улріх Томсен — Саша Давидів
- Майкл Кітчен — Білл Таннер
- Колін Салмон — Чарльз Робінсон
- Серена Скотт Томас — Доктор Моллі Вармфлеш =
- Девід Калдер — Сер Роберт Кінг

## Знімальна група
- Режисер — Майкл Ептед
- Сценарій — Брюс Файрштайн, Ніл Первіс, Дана Стівенс, Роберт Вейд
- Продюсери — Барбара Брокколі, Майкл Дж. Вілсон
- Композитор — Девід Арнолд
- Оператор — Олівер Вуд

## Цікаві факти
- Це був перший фільм, що використав технологію об'ємного звучання Dolby Digital EX 6.1.
- Головну тему до фільму — пісню з однойменною назвою «The World Is Not Enough» написав гурт Garbage.
- Це був останній фільм, в якому роль Q грав Десмонд Лльовелін, який грав цю роль з 1963 року (З Росії з любов'ю). У цьому фільмі Q представляє Бонду свого наступника (актор Джон Кліз), якого Бонд жартома називає R (наступна буква англійського алфавіту). Лльовелін загинув в автокатастрофі в грудні 1999 року.
- Знімання фільму відбувалося у Великій Британії, Іспанії, Азербайджані, Казахстані і Туреччині.